# Masters de Montecarlo 1982
El Abierto de Montecarlo 1982 fue un torneo de tenis masculino jugado sobre tierra batida. Fue la 76.ª edición de este torneo. Se celebró entre el 5 y el 11 de abril de 1982.

## Campeones

### Individuales
Guillermo Vilas vence a  Ivan Lendl, 6–1, 7–6, 6–3.

### Dobles
Peter McNamara /  Paul McNamee vencen a  Mark Edmondson /  Sherwood Stewart, 6–7, 7–6, 6–3.